# Silent Cry
Silent Cry è un album dei Feeder, pubblicato nel 2008.

## Tracce
1. We Are the People – 4:41
2. Itsumo – 4:17
3. Miss You – 2:59
4. Tracing Lines – 3:47
5. Silent Cry – 3:26
6. Fires – 3:59
7. Heads Held High – 4:04
8. 8:18 – 3:45
9. Who's the Enemy – 3:18
10. Space – 0:34
11. Into the Blue – 2:37
12. Guided by a Voice – 3:50
13. Sonorous – 4:39

Tracce bonus nell'edizione deluxe
1. "Yeah Yeah"
2. "Every Minute"